# Окамі
Окамі (яп. 狼 о: камі) — вовкоподібний персонаж в японському фольклорі.
Окамі — йокай, що являє собою вовка-камі. Серед здібностей окамі можна підкреслити спроможність перетворюватися на людину. Зазвичай в різноманітних фільмах та аніме волосся таких персонажів має сріблястий колір (хоча не завжди), іноді можна побачити хвіст. Такі персонажі за характером зазвичай виступають антиподами кіцуне, й постійно сваряться при зустрічі.

## В сучасній культурі
- Одна з героїнь аніме Канокон — окамі.
- Окамі — головна героїня аніме Spice and Wolf.